# Droga wojewódzka 460
Die Droga wojewódzka 460 (DW 460) ist eine 14 Kilometer lange Droga wojewódzka (Woiwodschaftsstraße) in der polnischen Woiwodschaft Opole, die Kościerzyce mit Kopanie verbindet. Die Strecke liegt im Powiat Brzeski.

## Streckenverlauf
Woiwodschaft Opole, Powiat Brzeski
-  Kościerzyce (Groß Neudorf) (DW 457)
-  Brzeg (Brieg) (DK 39, DK 94, DW 401)
- Kruszyna (Schonau)
- Zwanowice (Schwanowitz)
-  Kopanie (Koppen) (DW 462)